# Hare Indian Dog

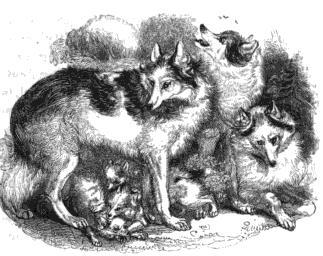
Cani Hare indiani, come illustrato in The Gardens and Menagerie of the Zoological Society, 1830.

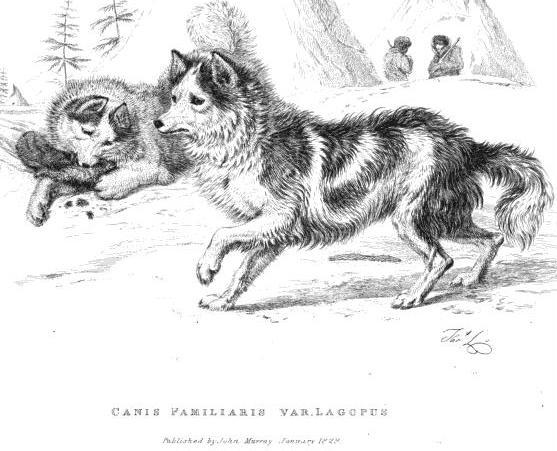
Cani hare indiani, come illustrato in Fauna Boreali-americana, Or, The Zoology of the Northern Parts of British America, 1829

Il cane indiano Hare (lepre) o Mackenzie River dog è un canino domestico estinto; forse una razza di cane domestico, coydog o coyote addomesticato; precedentemente trovato e originariamente allevato nel nord del Canada dagli indiani Hare per il coursing.
Aveva la velocità e alcune caratteristiche del coyote, ma il temperamento addomesticato e altre caratteristiche di un cane domestico.
Esso ha gradualmente perso la sua utilità con il declino dei metodi di caccia aborigeni e con essi si è estinto o ha perso la sua identità unica per il suo successivo incrocio con i cani nel XIX secolo, sebbene alcuni sostengano che la razza esista ancora in forma modificata.